# Engativá
Engativá est le 10e district situé à l'ouest et en périphérie de Bogota (Colombie). Sa superficie est de 35,56 km2 pour une population de 870 500 habitants. Ce nom en Muisca signifie « Cacique de Inga ».

## Limites
Nord : Humedal Juan Amarillo (Tibabuyes), avec le district de Suba
Sud : Avenue El Dorado, avec le district de Fontibón
Est : Avenue Carrera 68, avec les districts de Barrios Unidos et Teusaquillo
Ouest : Rivière Bogotá, avec les municipalités de Funza et Cota (dèpartament de Cundinamarca)

## Transport
Rues principales
- Calle 80 (Autopista Medellín)
- Avenida Cali
- Avenida Boyacá
- Avenida Carrera 68

TransMilenio
- D "Calle 80" (Portal de la 80/Avenida 68)
- K "Avenida El Dorado" (Portal Eldorado/El Tiempo - Maloka)

SITP
- Zone 4 "Calle 80" (Humedal Tibabuyes/Avenida Chile)
- Zone 5 "Engativá" (Avenida Chile/Avenida El Dorado)

## UPZ
- Las Ferias: Acapulco, Bellavista Occidental, La Bonanza, Bosque Popular, Cataluña, Ciudad de Honda, El Dorado-San Joaquín, El Guali, El Laurel, El Paseo, Estrada, La Cabaña, La Estradita, La Europa, La Marcela, La Reliquia, Las Ferias, Metrópolis, Palo Blanco, Santo Domingo.

- Minuto de Dios: Andalucía, Ciudad Bachué, Copetroco La Tropical, El Portal del Río, La Española, La Palestina, La Serena, Los Cerecitos, Los Cerezos, Luis Carlos Galán, Meissen-Sidauto, Minuto de Dios, Morisco, París-Gaitán, Primavera Norte, Quirigua.

- Boyacá Real: Boyacá, El Carmelo, El Refugio, Florencia, Florida Blanca, La Almería, La Granja, La Soledad Norte, La Salina, Los Pinos Florencia, Maratu, París, Santa Helenita, Santa María del Lago, Santa Rosita, Tabora, Veracruz, Zarzamora.

- Santa Cecilia: El Encanto, El Lujan, El Real, Los Monjes, Normandía, Normandía Occidental, San Ignacio, San Marcos, Santa Cecilia, Villa Luz.

- Bolivia: Bochica, Bochica compartir, Bolivia, Ciudadela Colsubsidio, Cortijo.
- Garcés Navas:Álamos, Álamos Norte, Bosques de Mariana, El Cedro, Garcés Navas, Los Ángeles, Molinos de Viento, Plazuelas del Virrey, San Basilio, Santa Mónica, Villa Amalia, Villa Sagrario, Villas de Granada, Villas del Madrigal, Villas del Dorado-San Antonio, Bosques de Granada, Parques de Granada, Andalucía Parques de Granada, Portal de Granada, Rincón de Granada, Granada Club Residencial, La Rotana, Mirador de los Cerezos.

- Engativá: Alameda, Centauros del Danubio , El Cedro, El Mirador, El Muelle, El Palmar, El Triángulo, El Verdún, Engativá-Centro, Granjas El Dorado, La Cabaña, La Esperanza, La Faena, La Riviera, La Torquigua, Santa Lucía Norte, Las Mercedes, Las Palmas, Linterama, Los Laureles, Los Laureles-Sabanas El Dorado, Marandú, Porvenir, Puerto Amor-Playas del Jaboque, San Antonio Norte, San Basilio, San José Obrero, Santa Librada, Villa Claver I y II, Villa Constanza, Villas del Dorado Norte, Villa Gladys, Villa Mary, Villa Sandra, Villa Teresita, Viña del Mar.

- Jardín Botánico: El Salitre-Luis María Fernández

- Álamos: San Ignacio-Los Álamos

## Codes Postales
- 111011 (Ciudadela Colsubsidio)
- 111021 (Quirigua)
- 111031 (Engativá Central)
- 111041 (Álamos)
- 111051 (Santa María del Lago)
- 111061 (Las Ferias)
- 111071 (Normandía)